# ديا - ايه جي
 كانت ديا - ايه جي شركة نفط وغاز دولية يقع مقرها في هامبورغ ، ألمانيا . كانت شركة تابعة لشركة L1 الطاقة . في عام 2018 ، امتلكت ديا حصصًا في تراخيص النفط والغاز في بلدان مختلفة وقامت بتشغيل مرافق تخزين الغاز الطبيعي تحت الأرض في ألمانيا. ديا هو اشتقاق من كلمات (Deutsche Erdöl-Aktiengesellschaft) بالألمانية ، الاسم الأصلي للشركة. في 1 مايو 2019 ، اندمجت ديا مع وينترشال لتشكيل وينترشال ديا .

## الاندماج معوينترشال القابضة جي ام بي اتش
تم نشر اتفاقية ملزمة لدمج وينترشال، ديا في 27 سبتمبر 2018.  وقد تم الاندماج بموافقة رسمية في مايو 2019.  أنشأت شركة الغاز والنفط المستقلة الرائدة في أوروبا.  باسف تحمل 67 % لـ وينترشال ديا و ليتر وان تحمل 33 ٪ من الأسهم العادية في وينترشال ديا.  للنظر في قيمة منتصف المجري لأعمال ونترشال ديا، باسف مزيد تلقت الأسهم الممتازة مما يؤدي إلى المشاركة الشاملة الحالية من باسف من 72.7٪ في رأس مال الشركة بالكامل للشركة.  سيتم تحويل الأسهم الممتازة إلى أسهم عادية للشركة في 1 مايو 2022 أو عند طرح عام أولي، أيهما أقرب. 

## روابط خارجية
- الموقع الرسمي